# Jan Keja (regisseur)
Jan Keja (Amsterdam, 23 april 1937 – aldaar, 24 december 2024) was een Nederlands regisseur van televisiespelen, hoorspelen en theaterstukken. 

## Familie
Hij was de zoon van de Vlaardingse Hendrina Catharina Voerman en de Amsterdammer Johannes Fredericus Keja.  Zijn vader was onder meer (koor-)dirigent. Keja werd geboren in Amsterdam-Noord, Nieuwendam. Jan Keja was enige tijd getrouwd met scenarioschrijfster/vertaalster Erica Simons; zij werkten enkele keren samen.

## Loopbaan
Hij ging na zijn middelbare schoolopleiding aan het gymnasium piano en orgel studeren op het Conservatorium van Amsterdam; hij brak dit na drie jaar af. Hij werd enige tijd ballet-, toneel- en modefotograaf, onder andere voor het eerste werk van Frans Molenaar en Max Heymans. Hij koos echter in 1963/1964 voor de film; hij werd cineast. Al aan het werk in die branche, volgde hij in 1966 een cursus regie van de NTS. Zijn eerste televisiedrama was De pianostemmer (TROS, 1967).  Al eerder (1975) was hij voor die prijs genomineerd na verfilming van werk van Roald Dahl.
Hij verwierf bekendheid met bewerkingen voor televisie van verhalen van de Britse auteur Roald Dahl en de Franse schrijver Guy de Maupassant. Met zijn televisiespel De Vlieg van de Maupassant won hij met producente Nel de Clerck de Emmy Award (1978).
Keja maakte onder meer producties voor de AVRO, IKON, KRO, NCRV, NOS, NOT. De Emmy Award kreeg hij tijdens zijn werkzaamheden voor de TROS, waar hij in 1980 met ruzie vertrok; hij was lastig en te duur vond de TROS; Keja vond dat zijn programma’s slecht werden geprogrammeerd. Ook was hij tijdelijk een van de regisseurs van Sesamstraat en Het Klokhuis. Als docent gaf hij onder meer les aan de toneelscholen van Arnhem, Amsterdam en Maastricht en was ook enige tijd artistiek leider van Theatergroep Toetssteen.
Keja overleed op 24 december 2024 op 87-jarige leeftijd in een verzorgingstehuis in zijn woonplaats Amsterdam.
- International Standard Name Identifier: 0000 0003 9357 0207
- Nederlandse Thesaurus van Auteursnamen: 089763017
- Virtual International Authority File: 287867426
- WorldCat: E39PBJjCXdQdFcWVyjx9kdXDbd